# Vincent Lindon
Vincent Alfred Fernand Lindon (ur. 15 lipca 1959 w Boulogne-Billancourt) – francuski aktor, scenarzysta i reżyser filmowy.

## Życiorys
Urodził się w Boulogne-Billancourt, w regionie Île-de-France, w departamencie Hauts-de-Seine jako syn Alix Dufaure i Laurenta Lindona, bogatego przemysłowca, wnuk scenarzysty Raymonda Lindona i bratanek Jérôme Lindona, francuskiego wydawcy Éditions de Minuit (1942).
Rozpoczął karierę w kinie jako asystent projektanta kostiumów komedii romantycznej Wujaszek z Ameryki (Mon oncle d'Amérique, 1980) z Gérardem Depardieu.
Po pobycie w USA i doświadczeniach jako dziennikarz magazynu „Le Matin”, wybrał drogę aktorską. Uczył się w Cours Florent pod kierunkiem Francisa Hustera, z którym zagrał w dramacie sensacyjnym Sokół (Le Faucon, 1983) jako inspektor. Występował potem w komedii Nasza historia (Notre histoire, 1984) u boku Alaina Delona i Nathalie Baye, melodramacie Jeana-Jacques’a Beineix Betty Blue (37°2 le matin, 1986) z Béatrice Dalle, komediodramacie Kilka dni ze mną (Quelques jours avec moi, 1988) jako chłopak pokojówki (Sandrine Bonnaire) i komedii romantycznej Studentka (L'Étudiante, 1988) jako zakochany muzyk jazzowy z Sophie Marceau.
W 1989 został uhonorowany nagrodą im. Jeana Gabina. Był trzykrotnie nominowany do nagrody Cezara; za rolę Victora w komedii muzycznej Kryzys (La Crise, 1992), jako właściciel i spadkobierca firmy stolarskiej, która zostaje pochłonięta przez ogień w komediodramacie Rodzinny interes (Ma Petite Enterprise, 1999) oraz za postać nauczyciela niemieckiego Bertranda Liévaina, męża chorej na raka w dramacie Ci, którzy pozostali (Ceux qui restent , 2007). Kreacja Marca Thirieza, który po ogoleniu wąsów traci swoją tożsamość w komediodramacie Zarost (La Moustache, 2005) otrzymał amerykańską nagrodę Chlotrudis w stanie Massachusetts.
Przewodniczył jury konkursu głównego na 75. MFF w Cannes (2022).

## Życie prywatne
W latach 1990–1995 spotykał się z Księżniczką Karoliną. W dniu 25 lutego 1998 poślubił aktorkę Sandrine Kiberlain. Mają córkę Suzanne (ur. 2000). W 2008 doszło do rozwodu.

## Filmografia
- 2015: Dziennik panny służącej (Journal d'une femme de chambre) jako Józef
- 2014: Świadek (Mea Culpa) jako Simon
- 2008: Łowcy smoków (Chasseurs de dragons) jako Lian-Chu (dubbing)
- 2004: Po prostu zaufaj (La Confiance règne) jako Christophe Gérard
- 2003: Koszty życia (Le Coût de la vie) jako Coway
- 2003: Jedynaczki (Filles uniques) jako Adrien
- 2002: W piątek wieczorem (Vendredi soir) jako Jean
- 2001: Chaos jako Paul
- 1999: Rodzinny interes (Ma Petite Enterprise) jako Ivan Lansi
- 1999: Moja piękna teściowa (Belle Maman) jako Antoine
- 1999: Bez skandalu (Pas de scandale)
- 1998: Szkoła wdzięku (L'École de la chair) jako Chris
- 1998: Paparazzi jako Michael Verdier (także reżyseria i scenariusz)
- 1995: Nienawiść (La Haine) jako pijany facet
- 1992: Kryzys (La Crise) jako Victor
- 1992: Historia piękna (La Belle histoire) jako Simon Choulel
- 1990: Są dni i księżyce (Il y a des jours... et des lunes)
- 1990: Zwariowane wakacje (La Baule-les-Pins) jako Jean-Claude
- 1988: Studentka (L'Étudiante) jako Ned
- 1988: Kilka dni ze mną (Quelques jours avec moi) jako Fernand
- 1987: Zakochany mężczyzna (Un homme amoureux) jako Bruno Schlosser
- 1987: Zeszłego lata w Tangerze (Dernier été a Tanger) jako Roland Barres
- 1986: Łącznik z żydowskiej dzielnicy (Yiddish Connection) jako Zvi
- 1986: Ulica Półksiężyca (Half Moon Street) jako Sonny
- 1986: Betty Blue (37°2 le matin) jako młody policjant Richard
- 1985: Słowo Gliny (Parole de flic) jako Dax
- 1984: Wieża z kości słoniowej (The Ebony Tower)
- 1984: Nasza historia (Notre histoire)